# نراد بایشان
نراد بایشان (نام علمی: Abies beshanzuensis) نام یک گونه از سرده نراد است.